# Nova Mutum
Nova Mutum è un comune del Brasile nello Stato del Mato Grosso, parte della mesoregione del Norte Mato-Grossense e della microregione dell'Alto Teles Pires.